# Bryozoa
Il phylum Bryozoa (Briozoi) o, più correttamente, Ectoprocta, è composto da piccoli animali invertebrati acquatici, quasi esclusivamente marini, che vivono in colonie arborescenti ancorate ad un substrato sommerso.

## Etimologia
Dal greco brýon = muschio e zôion = animale, poiché l'aspetto delle colonie ricorda quello del muschio.

## Distribuzione e habitat
I Briozoi vivono fissati su fondali rocciosi, ma anche sabbiosi e limosi, preferiscono ambienti marini tropicali, tuttavia per la loro distribuzione mondiale possono definirsi cosmopoliti.
I Briozoi sono detti anche organismi incrostanti in quanto causano incrostazioni sulle carene delle navi e su strutture marine sommerse.
La maggior parte delle specie marine vive in acque tropicali a meno di 100 metri di profondità. Tuttavia, alcune sono state trovate in fosse di acque profonde, soprattutto intorno alle correnti fredde, e altre vicino ai poli. La grande maggioranza è sessile. Le forme incrostanti sono le più comuni nei mari poco profondi, ma le forme erette diventano più comuni con l'aumentare della profondità. Alcune forme come la Cristatella possono muoversi, e una specie antartica, la Alcyonidium pelagosphaera, è costituita da colonie galleggianti. Le specie pelagiche hanno un diametro compreso tra 5 e 23 mm, presentano una forma a sfera cava e sono costituite da un unico strato di autozooidi. Non si sa ancora se queste colonie sono pelagiche per tutto il loro ciclo vitale o se rappresentano solo uno stadio giovanile temporaneo e non ancora descritto.

## Descrizione
Una colonia di Briozoi è formata da singoli individui, detti zooidi, che raggiungono al massimo mezzo millimetro. Ogni zooide vive racchiuso in un involucro di forma allungata, a doppia parete, calcareo o chitinoso, detto zooecio, a volte chiuso da un opercolo.
Ciascun individuo è costituito da una parte che si trova permanentemente dentro la teca, detta cistìde, ed una che ne fuoriesce, detta polipìde. Quest'ultima è munita di una cresta rilevata, il lofoforo, che porta una corona di tentacoli intorno all'apertura buccale, i quali fungono da organi per l'alimentazione, la respirazione e la percezione degli stimoli esterni. Il cistide costituisce la parte fondamentale dell'animale in quanto è lui stesso a secernere lo zooecio e a rigenerare il polipide se necessario.
Il lofoforo nei Briozoi marini ha forma circolare, mentre in quelli di acqua dolce è a forma di ferro di cavallo.
Il polipide può essere velocemente retratto nello zooecio grazie ad un muscolo retrattore detto funicolo e può essere successivamente estratto grazie a muscoli parietali. L'eversione avviene molto più lentamente, secondo due diversi meccanismi:
1. Nel caso in cui lo zooecio sia poco calcificato e dunque elastico, i muscoli parietali collegati al cistide si contraggono, deformando il corpo dell'animale e facendo aumentare la pressione del liquido interno, la quale causa l'eversione del polipide verso l'unico foro d'uscita.
2. Se invece lo zooecio è molto calcificato e dunque rigido, esso non può essere deformato e viene quindi sfruttato un altro meccanismo: un sacco interno ripieno d'acqua e comunicante con l'esterno (asco) viene espanso tramite contrazione di muscoli ad esso collegati in modo che la sua espansione di volume causi l'aumento di pressione dei liquidi interni e l'eversione dei polipide.

I Briozoi non hanno un apparato circolatorio. Hanno un apparato digerente ricurvo ad U, con la bocca vicina all'ano nella parte superiore e stomaco e intestino in quella inferiore.
Alcune specie hanno, come apparato nervoso, un ganglio nervoso situato sotto il lofoforo.
Le colonie sono generalmente polimorfiche, cioè gli zooidi possono assumere una morfologia diversa a seconda della loro funzione. Caratteristiche sono le avicularie e le vibracularie. Le avicularie hanno una forma che ricorda la testa di un uccello (da cui il nome), con l'opercolo modificato a formare un becco con funzione difensiva. Le vibracularie invece hanno un opercolo notevolmente allungato e muscolarizzato che passano sulla colonia per ripulirla dai detriti.

## Biologia

### Riproduzione
Questi animali si riproducono sia asessualmente che sessualmente. Il fondatore della nuova colonia, detto ancestrula, origina per gemmazione gli altri zooidi, che di conseguenza hanno tutti lo stesso patrimonio genetico. Nell'ambito di una stessa colonia è tuttavia presente un'ampia differenziazione morfologica tra i vari individui a seconda del ruolo che svolgono (pulizia, riproduzione, difesa ecc.).
I Briozoi sono generalmente ermafroditi. Gran parte delle specie marine appartenenti a questo phylum trattiene l'embrione in una camera incubatrice annessa allo zooecio, nutrendolo tramite un tessuto di tipo placentare. Dall'embrione si sviluppa una larva ciliata tipo trocofora, chiamata cifonauta, che ha l'aspetto di un cono appiattito con ciuffo apicale di ciglia. Le larve, dopo la schiusa, scendono sul fondale del mare e, con l'apice rivolto verso il basso, si fissano ad un substrato fondando una nuova colonia per gemmazione.
Inoltre, è opportuno precisare che i Bryozoa comprendono anche il sottotipo Entoprocta, con bocca e ano che si aprono all'interno del lofoforo. Di queste forme non esiste una testimonianza fossile, poiché esse sono prive di scheletro.

### Alimentazione
I Briozoi si cibano di plancton e di particelle organiche che catturano filtrando l'acqua.

## Evoluzione

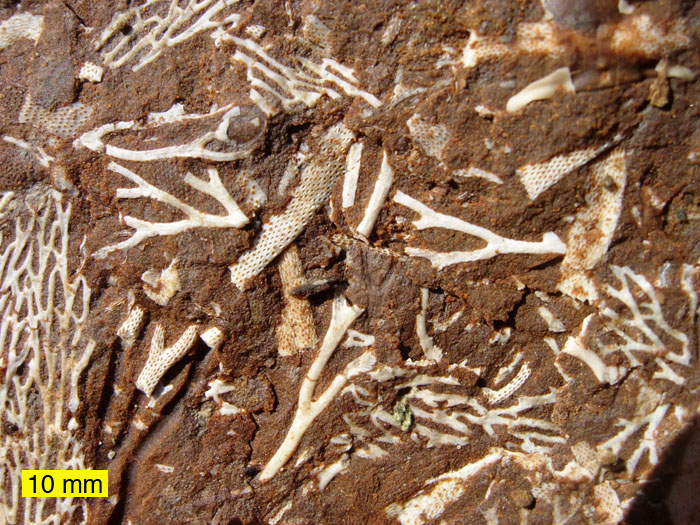
Briozoo fossile (Ordoviciano)

Da studi su ritrovamenti fossili emerge che i Briozoi sono comparsi, con innumerevoli specie, nel Cambriano, ed ebbero la massima espansione nel periodo tra l'Ordoviciano e il Carbonifero, con la comparsa di numerose nuove specie, e nel periodo tra Giurassico e Cretaceo.
Attualmente si conoscono circa 4 000 specie viventi, buona parte delle quali risale al Paleozoico, e più di 15 000 specie fossili.